# Dunszt
I Dunszt (originariamente Dunst) è una famiglia sveva di lunga tradizione originaria di Stoccarda. Il fondatore della dinastia fu Ferenc Dunszt. I membri della famiglia divennero noti principalmente come imprenditori nel settore della ristorazione e, nel corso del XIX e XX secolo, formarono una delle dinastie gastronomiche più celebri e influenti di Kecskemét. I membri della famiglia ebbero un ruolo significativo nella vita pubblica locale e, grazie alle loro attività imprenditoriali, contribuirono in modo determinante allo sviluppo del settore dell’ospitalità nella città.
La famiglia ha avuto e ha tuttora diversi rami, presenti in paesi come l’Ungheria, la Germania, l’Austria, la Slovacchia e gli Stati Uniti. Il ramo ungherese è concentrato principalmente nelle città di Kecskemét, Budaörs, Nagykovácsi e Budapest.

## Origine del nome
La storia della famiglia è strettamente legata allo sviluppo del settore dell’ospitalità a Kecskemét. Il fondatore della dinastia, Ferenc Dunszt, si stabilì nella città nel 1850, iniziando la sua attività con una mescita di vino. Alla fine degli anni 1850 stipulò un contratto con l’amministrazione cittadina per gestire la distribuzione del vino e, nel 1871, ottenne i diritti civici. Già dagli anni 1860 gestiva una propria trattoria, gettando così le basi per la tradizione familiare nel settore dell’ospitalità.
Suo figlio, József Dunszt, iniziò la sua carriera come apprendista macellaio, proseguì poi gli studi nel campo della ristorazione e iniziò la sua attività presso le terme di Lipik. In seguito lavorò come amministratore del feudo Bolváry a Zlatno, prima di fare ritorno a Kecskemét. Al rientro, gestì inizialmente la trattoria del Sétatér, per poi acquistare l’edificio dove il padre aveva in passato gestito il suo locale, trasformandolo in una struttura di prestigio con il nome di Hotel Royal.
Diversi tra i quattordici figli di József intrapresero la carriera nel settore dell’ospitalità, tra cui Adorján e Gyula, che assunsero la gestione del Royal Hotel dopo la morte del padre. All’inizio del XX secolo, la famiglia era ormai diventata una delle dinastie più conosciute e influenti nel settore della ristorazione a Kecskemét, contribuendo per generazioni alla definizione della scena gastronomica della città.